# Trimma milta
Trimma milta es una especie de peces de la familia de los Gobiidae en el orden de los Perciformes.

## Hábitat
Es un pez de Mar í de clima tropical que vive entre 9-15 m de profundidad.

## Distribución geográfica
Se encuentra en la Polinesia Francesa.

## Observaciones
Es inofensivo para los humanos.